# Ян Стика
Ян Стика (пол. Jan Styka; 8 квітня 1858, Львів, Австрійська імперія — 28 квітня 1925, Рим, Італія) — польський живописець, поет і ілюстратор.

## Життєпис
Народився 8 квітня 1858 року у місті Львові в родині австрійського офіцера Юзефа Стики, чеха за походженням, і його дружини Констанції з Фіялковських. У той час Львів перебував на території Австро-Угорської імперії. Через те що його батько, був податковим службовцем, неодноразово змінював місце роботи і Янові довелося декілька разів змінювати школи, які він відвідував. Так, у чотирирічному віці він перебував у Самборі. Потім, у Стрию, він відвідував 1-й та 2-й звичайні класи — де покарання, що практикувались на той час, вчинені вчителем (Любенєцьким), закарбувались у його пам'яті надовго. Третій клас він відвідував вже у гімназії при бернардинському монастирі у Жовкві. Ян розповідав чудеса про історичні картини австрійського художника Мартина Альтомонте, що висіли у смороді, про надгробки над похованнями графів Собеських та про легендарні подорожі польського короля Яна III Собеського на гору «Гарай» у Жовкві. 
У 1869 році Юзефа Стику перевели до Бродів. У Бродах Ян Стика вступив до місцевої Цісарсько-королівської чотирикласної реальної гімназії. Малювати Янек розпочав ще у Брідській гімназії. Гімназія була з німецькою мовою викладання, в її навчальному плані, крім вивчення існуючих та давніх мов, також було геометричне та вільне малювання і вивчався як обов'язковий предмет з 1 класу. 1870 року коли розпочалася французько-прусська війна, Янек цікавилися її перебігом. 1871 року Юзефа Стику перевели до Львова і Ян вимушено полишає Брідську гімназію. Стики оселилися в одній з кам'яниць при вулиці Пекарській у Львові. Згодом батько записує Янека до польської гімназії, що діяла при монастирі оо. Бернардинів у Львові. У львівській гімназії малювання викладав спочатку професор Годлевський, а по його смерті — 
Кароль Млодницький, художник, друг Артура Гроттґера. Саме тоді Ян використовував кожну нагоду, аби потрапити в художню майстерню. Вона відвідує майстерню Л. Марковського та Тадеуша Баронча, які з нетерпінням вітають талановитого парубка, розглядаючи його як скульптора, «бо у нього справжнє відчуття мистецтва». 1877 року Стика завершив навчання в гімназії і з мінімальними коштами він поїхав до Відня. Академія була вищим навчальним закладом з 4-річним терміном навчання, в якому, крім малювання та живопису, потрібно було відвідувати лекції та складати іспити з анатомії, стилістики, перспективи та навіть хімії кольорів.
Свою художню освіту юнак продовжив у Віденській академії образотворчих мистецтв у Християна Ґріпенкерля та Леопольда Мюллера. Вже у 1878 році молодий митець поїхав на Різдвяні свята до Львова похвалитися батькові чудовими характеристиками, даними йому професором Ґріпенкерлем. По приїзду до Львова він дізнався, що його батько помер після 7-денної хвороби. Ян змирився з цим сильним ударом і повернувся до Відня.
На той час у Відні була сильна польська діаспора та друкувався польський університетський часопис «Ognisko». Там Ян зустрівся не лише зі своїми польськими колегами, але й з членами Державної ради та з гостями з країни. Там він познайомився з графом Войцехом Дідушицьким з Єзуполя, якого він високо цінував і з яким підтримував дружні стосунки протягом усього життя. З власними віршами вперше друкується у часописі «Ognisko».
1880 року Стика добровольцем був призваний до лав австро-угорської армії терміном на один рік. 1881 року, отримав римську нагороду, яка звільнила Стику від подальшої військової служби. Заробивши на випускному курсі золоту медаль за картину «Улісс, який переслідує вепра» і «Римський приз», Ян здійснив поїздку до Італії, де познайомився з кращими творами відомих італійських майстрів живопису. Мешкав у Римі в готелі «Палаццо Венеція», що належав австрійському уряду. По прибутті до Риму Стика почав малювати картину «Лілії Венеди». У Римі він познайомився з відомим на той час польським художником Генріком Семирадським. Перебування Стики у Римі було освіжене картинками з поезії Торквато Тассо, якого він обожнював під час навчання в академії. Під впливом цих спогадів він намалював картину «Пастушка Ерміна» та ідилію «Пастух і пастушка», а також «Мадонну під хусткою». Картини були придбані Товариством образотворчих мистецтв у Кракові. У його пізніші роки римські студії та вплив Семирадського мали вплив на композиції Стики («Аппієва дорога», «Ноктюрн» та інші). Він отримав стипендію «Unia Lubelska» від Яна Матейка. Подякувавши Майстру за неї, він написав, що хотів би одного разу відвідати студію Матейка. І коли Матейко сердечно написав, що його студія завжди буде відкрита для Стики. Стика сумував за батьківщиною і більше не міг жити далеко від неї, тому вирішив залишити Рим. 
Він приїхав до Львова, де виставляли його картини, потім у Самбір до нареченої, заклав свою золоту медаль і з отриманими коштами вирушив до школи образотворчих мистецтв у Кракові на стажування у Яна Матейка. Він узяв із собою ескізи до «Регіни Полонії», написані 1882 року у Самборі, під впливом місіонерських проповідей отця Домбровського. Вже у Кракові під пильним наглядом спільно з Матейком Стика узявся за роботу над картиною «Регіна Полонії», яку пізніше назвали «Благословенна Матір Божа». Полотно для цієї картини подарував Стиці Матейко — з картини «Собеський поблизу Відня». Матейко надав Стиці стипендію, публічно сказав, що Стика «малює за трьох». «Регіна Полонії» отримала не лише схвальні відгуки від Матейка та захоплення відвідувачів виставки, але й загальним визнанням. За цю картину Стика у 1884 році отримав свою першу премію: золоту медаль — і «Матейко радів більше за мене», пише Стика — і порадив їхати до Варшави. Незабаром після повернення з Варшави прийшла звістка про смерть його матері.
3 червня 1884 року Ян одружився з Марією Охримович, але сім місяців після одруження молода дружина раптово померла і лише робота врятувала Стику від відчаю. Під час свого перебування у Кракові Ян Стика написав цілу серію картин (крім «Регіни Полонії»), «Ідилічна Мадонна», «Христос роздає хліб натовпу», «Магдалина», «Новачок», «Вчення Христа», «Мадонна з терновим вінцем», «Христос над Єрусалимом», «Мадонна в білому», «Улітаючий геній», а також «Похід до Сибіру» та портрет професора доктора Йордана. Під час свого перебування у Кракові Стика давав уроки малювання в музеї імені Баранецького. Саме тут він познайомився зі своєю майбутньою дружиною Лучіаною Ольгіатті. 1886 року Товариство образотворчих мистецтв у Кракові відправило «Регіну Полонії» на виставку в Паризький салон. Коли ідея Стики поїхати до Парижа стала реальнішою — Матейко хотів залишити Стику у Кракові та запропонував йому професорську посаду у школі образотворчих мистецтв. Марно. Навесні 1886 року помер Матейко. Про те, як Стика обожнював і любив його по-синівськи свого вчителя, свідчить навіть це просте і щире зізнання: «Я ніжно попрощався з Матейком, Я поцілував цю втомлену, худу і жилаву руку…».
У Парижі Яну нелегко було знайти собі студію, і тому він спочатку оселився в ательє відомого французького художника Каролюса-Дюрана. Тут він познайомився з поляками, Павлішаком та Станіславським. Незабаром Стика орендував невеличку студію на Авеню де Вільє, і оскільки вона була поруч з майстернею відомого угорського живописця Мігая Мункачі, він ближче познайомився з угорським майстром і мав з ним багато контактів. Він також познайомився з відомими польськими художниками Станіславом Рейханом, Теодором Аксентовичем та Юзефом Хелмонським. У своєму будинку він часто проводив зустрічі польської діаспори в Парижі — і оскільки Хелмонський всією душею прагнув своєї країни, він змусив Стиху співати польських пісень, які той слухав зі сльозами на очах.
У Парижі Стика почав малювати картину «Хульда-пророчиця», скомпоновану ще у Кракові. Картина є останньою, написаною у паризькій студії митця. Під час Великодніх свят 1886 року Стика відвідав галицьке місто Кельці, де 29 квітня одружився зі своєю колишньою ученицею Лучіаною Ольгіатті. Молоде подружжя мешкало у Парижі в студії Стики на Авеню де Вільє, як пара художників — адже пані Стикова також малювала. Щоб заробляти на життя, Стика мусив писати пастельні портрети на продаж. Але він також намалював тут багато великих полотен з глибоким змістом. З численних портретів можна згадати лише два портрети братів Решеків, портрет Яна з дружиною та портрет Мераельського. Є також прекрасний «венецієць» — костюмований портрет його дружини. Серед не менш численних композицій слід назвати насамперед «Зустріч на віа Аппія», що являє «два світи»: римських сенаторів, що повертаються з нічних вакханалій, та християнських похоронів. Сповнені настроїв «Ноктюрн» та «Ідилія на сонці», «Дідусь», «Водоноска» та «Жид». У Парижі Стика також написав кілька релігійних картин: «Мати печалі на престолі», «Голова Христа» та «Похід на Голгофу». Як «Регіна Полонії», наприклад «Зустріч на шляху Аппія», виставлена в Паризькому салоні у 1886 та 1888 роках, так і «Портрет з дружиною» — були оцінені позитивно експертами та вимогливими мистецтвознавцями. Тому у 1889 році Стика вирішив повернутися з дружиною до Кельців, до її родини, аби розпочати там роботу над композиціями. Паризький період 1886—1889 років слід розглядати як остаточне закриття художніх студій Стики та початок більших самостійних робіт художника. 
Художник зібрав роботи паризького періоду в одне ціле і, додавши до цих картин «Регіна Полонії» та інші картини краківського періоду, організував виставку власних робіт у Кракові, а згодом у Варшаві та Львові. Точна і чітка оцінка цих робіт міститься у вступі до ілюстрованого каталогу, написаному в Парижі польським істориком Броніславом Дембінським. Визнаючи сенс існування реалістичного напрямку, який так чітко проявився у Франції, автор захищає тезу, що з точки зору змісту картин художнику дозволено повернутися в далекі століття, особливо до епохи, пов'язані з нашим поворотом та падінням античного світу, й до сфери піднесених релігійних натхнень. Стика, перебуваючи в Кельцях у 1889—1890 роках, «працює на трьох». Стика намалював там близько десятка портретів, серед яких портрет єпископа Кулиньського, К. Плачецького та К. Шейблера з Лодзі — він написав цілу серію релігійних картин для костелів у Королівстві та Львові (костел Пресвятої Діви Марії Сніжної), а також дві картини, які він сам вважав найкращими серед численних релігійних композицій: «Причастя Божої Матері» та «Зустріч на шляху Аппія» (придбав Ян Козелл-Поклевський) та  «Христос розмірковуючий про Єрусалим» (придбаний графом Войцехом Дідушицьким з Єзуполя). З цього періоду також є численні жанрові твори: «Діди на Карчувці», «Чорногорка», «Мотиль», «Дівчина в снігу» та інші.
Але крім цих творів, Стика з усією душею був відданий вивченню «Полонії». Тут він зробив численні часткові замальовки, тут він лічив місяці та дні, коли зможе почати здійснювати свої мрії та працювати над великим полотном «Полонія». У Кельцях йому було надто тісно в маленькій імпровізованій студії. Він мріяв про велику, світлу, у власному будинку, у своєму такому улюбленому Львові. Працюючи невтомно, він 1889 року придбав земельну ділянку у графа Станіслава Бадені при вулиці Міцкевича (нині — вулиця Листопадового чину) у Львові, на якій у 1889—1890 роках постав його власний будинок — вілла, споруджена фірмою відомого українського будівничого Івана Левинського за проєктом архітектора Юліана Захаревича у неороманському стилі. «Вілла, подібна на казковий корабель, вирізняється цікавим просторовим плануванням (поєднує функції житла й мистецького ательє), ліризмом середньовічних ремінісценцій (з використанням стрільчастих вікон), виразним силуетом високого даху з коминами, контрастним поєднанням нетинькованого цегляного мурування з майоліковими панно, дерев'яними обрамуваннями вікон і кольоровою черепицею».
Про визнання, яким користувався Стика у Львові, свідчить безліч замовлень, які він отримував звідусіль. Вівтарний образ «Непорочне Зачаття Діви Марії», написаний для міста Горлиці, гідно стоїть поряд з «Дівою Марією у шопці», яку художник написав в Єзуполі, перебуваючи в гостях у графа Войцеха Дідушицького протягом декількох тижнів. Чудові портрети професора Юліана Захаревича та його дружини, Ю. Віктора, ректора Львівського університету доктора Леонарда П'єнтака, А. Стоковського, Ю. Міколяша, професора Леонарда Марконі, пані Амброзевичової та ерцгерцога Леопольда Сальватора. У вільний час художник працював над композиціями, що пізніше використані митцем при ілюструванні «Хоралу» Корнеля Уєйського. Пізніше «Хорал» вийшов у вигляді альбому з прекрасними репродукціями до святкування ювілею Уєйського, наклад якого розійшовся по всій Польщі. 
У 1900 році художник переїхав у Францію і вирішив продати будинок. Величний червоний «кораблик» 15 лютого 1907 року придбав митрополит Андрей Шептицький, а 29 грудня 1908 року подарував його Церковному музеєві у Львові (нині — Національний музей у Львові). В Парижі у 1902 році Стика написав одну з найвідоміших своїх робіт — «Святий Петро проповідує Євангеліє в катакомбах», за мотивами історичного роману Генрика Сенкевича «Quo vadis». Слава Стики досягла Відня, коли австрійський міністр Гартель запропонував Стиці обійняти професорську посаду в Академії образотворчих мистецтв у Відні. Він відмовляється, виправдовуючись, що мусить залишитися в Парижі заради своїх синів. Згодом виявилося, що він мав рацію, бо після закінчення школи у 1908 році його молодший син Адам виявив бажання стати художником і вже у 1912 році прославився як орієнталіст своїми казково сонячними композиціями. 1910 року художник переїхав на постійне проживання до Італії, де мешкав на острові Капрі. 1919 року Стику обрано членом Королівської академії образотворчих мистецтв у Римі. 1919 року художник намалював картину «Польща піднялася», яка була придбана в Катовицях, а в естампах вона була широко поширена цілим світом. 
Навесні 1923 року Стика виконав значну частину своїх композицій до «Одісеї» Гомера. 50 картин з цієї серії відправив на виставку французьких художників, яка проходила у Grand Palais в Парижі. Застудившись на Капрі перед Великоднем, він, попри свою недугу, 8 квітня 1925 року поїхав до Риму, щоб повернути картини. Разом з польськими пілігримами, 11 квітня 1925 року, у Велику Суботу, він був на аудієнції у Папи Римського Пія XI та був щасливий, що побачив Папу і отримав від нього медальйон. Однак здоров'я, попри ретельну медичну допомогу та навколишнє середовище, все ще залишало бажати кращого. Відвідав костел 26 квітня. Останній день він все ще працював над портретами Папи Римського і Муссоліні. 28 квітня 1925 року Ян Стика відійшов у засвіти у віці 67 років в Римі і був тимчасово похований у Верано. 1959 року стараннями бізнесмена Ітона прах художника був перевезений з Італії до США і похований на цвинтарі Форест-Лон в каліфорнійському Глендейлі поряд з могилою старшого сина, художника Тадеуша Стики, недалеко від амфітеатру, де експонується його «Голгофа».

## Родина
- 3 червня 1884 року Ян одружився з Марією Охримович, донькою начальника пошти у Бродах. Вінчання відбулося в костелі отців єзуїтів. Цей союз благословив отець Каменський Т. Й. По обіді молоде подружжя виїхало до Кракова, де й оселилося. Через сім місяців після одруження молода дружина раптово померла[9].
- Під час свого перебування у Кракові Стика давав уроки малювання в музеї імені Баранецького. Саме тут він познайомився зі своєю майбутньою дружиною Лучіаною Ольгіатті, на той час його ученицею[10]. Зі своєю ученицею Лучіаною Ольгіатті він одружився 29 квітня 1886 року[11]. У родині Яна було п'ятеро дітей. 1887 року народилася старша донька Марія та двоє синів — Тадеуш[pl] (1889—1954) і Адам[pl] (1890—1959) народилися в Кельцях, а наймолодші доньки Софія та Яніна — вже у Львові[13]. Обидва сини у майбутньому стали художниками.

## Творчість
Ян Стика створив чимало картин історичного і батального жанру, полотен на біблійні сюжети і серію палестинських етюдів, а також портретів відомих людей, серед яких і історичні персонажі, і сучасники художника, наприклад, Лев Толстой або піаніст і польський державний діяч Ігнацій Ян Падеревський (1910, Національний музей Польщі у Познані) і інші.
Але прославився Ян Стика, перш за все, чотирма великомасштабними панорамами: «Рацлавицями» (пол. Panorama Racławicka, 1894), «Голгофа» (пол. Golgota, пізніша назва «Розп'яття», 1896), «Муки християн в цирку Нерона» (пол. Męczeństwo Chrześcijan w Cyrku Nerona, 1897) і «Взяття Сібіна» (інша назва — «Генерал Бем в Трансільванії» (пол. Bem w Siedmiogrodzie, 1897)). Хоча крім цих панорам, написаних наприкінці XIX століття, художник і пізніше звертався до написання масштабних історичних полотен. Перша Рацлавицька панорама раніше перебувала у Львові. Урочиста презентація «Рацлавицької панорами» відбулася на Загальній крайовій виставці, що відбулася 1894 року у Львові. Від 14 червня 1985 року постійно експонується у спеціально збудованому приміщенні на території філії Національного музею Польщі у Вроцлаві. 
Панорама «Взяття Сібіна», пошкоджена в декількох місцях, нині перебуває в музеї міста Радом у Польщі. Ця панорама визнана найбільшою в світі картиною на біблійний сюжет. Задум цієї роботи художнику підказав у 1894 році, на той час, прем'єр-міністр Польщі, відомий музикант Ігнацій Ян Падеревський. На той час робота над Рацлавицькою панорамою була вже завершена, тому Падеревський був упевнений, що художник впорається і з цією роботою. Тим більше, художник неодноразово звертався до релігійних тем. Художник із захопленням взявся за роботу. Він вирішив, на відміну від поширених трактувань сцен розп'яття, зобразити Христа в останні хвилини перед стратою. Сцена підготовки до страти повинна зображуватися на тлі панорами Єрусалиму.
Два роки Стика провів в підготовці до написання картини. Він на декілька місяців вирушив до Єрусалима, де відвідав святі місця, вивчав природу, особливі риси місцевого населення та їх побут, зробивши безліч етюдів та начерків. Потім художник вирушив до Рима, де зустрівся з Папою Римським Левом XIII, який благословив його палітру і дав своє благословення на роботу. Повернувшись додому, Ян прийняв спеціально замовлене і виткане полотно, площа якого становила 59 м в довжину і 14 м у висоту. Над панорамою художник працював по 12 годин на день протягом чотирьох місяців. Історики відзначають, що оригінальність цієї масштабної роботи полягає в тому, що фрагменти картини можуть виступати і в якості самостійних картин — наприклад, фрагменти «Улюблений учень Ісуса Іван, що тішить Марію», «молиться на колінах в пилу Марія Магдалина», «Центуріон Лонгин на білому коні, що віддає накази солдатам». За традицією живописців епохи Відродження Стика зобразив на полотні і свій автопортрет в образі апостола Павла. Прем'єрний показ панорами відбувся у Варшаві 22 червня 1897 року. Потім картина вирушила в турне містами Європи, а у 1904 році була представлена на Всесвітній виставці у місті Сент-Луїсі (Міссурі, США). Тогочасна преса і критика писали, що робота всюди була зустрінута з тріумфом і визнана шедевром, як з художньої, так з релігійної точки зору. 
При вивезенні на батьківщину картина була конфіскована американською владою, оскільки американські партнери художника — організатори виставки, не змогли заплатити митні збори, передбачені всіма договорами. В результаті картина залишилася у США і протягом сорока років вважалася втраченою. 
Панорама «Розп'яття» була виявлена у 1944 році в підвалах оперного театру міста Чикаго, де вона, намотана на телеграфний стовп, перебувала декілька десятиліть. Знахідку придбав американський бізнесмен Губерт Ітон, а відновив картину син Яна Стики — Адам, що мешкав тоді у США. Тепер панорама розміщена у спеціально побудованому залі на території меморіального парку «Форест Лаун» у місті Глендейл, північне передмістя Лос-Анджелесу, штат Каліфорнія. У 2005—2006 роках панораму в рамках святкування століття парку відреставрували, і тепер творіння Стики можна оглянути на екскурсіях, які проводяться щодня з 10 до 16 години і супроводжуються світловим шоу і розповіддю, складеною вченим Тімоті Кірком.

### Творчий доробок

#### Панорами
- 1886—1914 — «Шлях на Голгофу».
- 1894 — «Рацлавицька панорама».
- 1897, 1918 — «Голгофа» («Розп'яття»).
- 1897, 1902 — «Муки християн в цирку Нерона».
- 1897 — «Взяття Сібіна» («Генерал Бем в Трансільванії»).
- 1897, 1902 — «Трансільванська панорама» (ескіз).

#### Картини
- 1879 — «Портрет Мусі».
- 1880 — «Смерть на полі бою».
- 1881 — «Улісс, який переслідує вепра», «Благословення дарів».
- 1883 — «Регіна Полонія. Благословенна Матір Божа».
- 1885 — «Хульда-пророчиця».
- 1886 — портрети братів Решеків, Яна Стикиз дружиною, Мераельського.
- 1887 — «Венеційка» (портрет дружини художника).
- 1888 — «Зустріч на віа Аппія» (Два світи)».
- 1890—1891 — «Марія Магдалина», «Полонія».
- 1893 — «Хорал Уєйського (І з вашим архангелом на чолі)».
- 1895 — «Портрет елегантної дами», «Христос на Голгофі».
- 1896 — «Автопортрет», «Біля джерела».
- 1897 — «Польська армія вступила в бій».
- 1898 — «Тадеуш Костюшко та його офіцери».
- 1900 — «Нерон», «Нерон у Байї».
- 1902 — «Святий Петро проповідує Євангеліє в катакомбах» (за мотивами роману «Quo Vadis» Генрика Сенкевича).
- 1903 — «Смерть Петронія та Юніки», «Святе Серце Христа», «Святий Петро в цирку».
- 1904 — «Тадеуш Костюшко».
- 1906 — «Гетьман Замойський», «Мадонна», «Спокуса».
- 1910 — «Лев Толстой — людина правди».
- 1911 — «Каліпсо та Одіссей».
- 1914 — «Смерть Владислава Шуйського в битві під Сіллері», «Сон польських добровольців у французьких окопах».
- 1919 — «Польща піднялася».
- 1920 — «Німфа і кінь».
- 1922 — «Жанна д'Арк».
- 1923 — «Телемах, син Одиса», «Телемах в Агорі в Ітаці» (сцена з «Одісеї» Гомера), «Каліпсо та Одіссей».
- 1925 — «Христос з терновою короною в руці», «Рабин з Тефілін», «Казимир Пуласький», «Еумайос, головний пастух», «Куди йдеш, Господи?»; портрети Папи Римського Пія XI, Б. Муссоліні.
- «Пастушка Ерміна».
- «Пастух і пастушка».
- «Мадонна під хусткою».
- «Ідилічна Мадонна».
- «Христос роздає хліб натовпу».
- «Новачок».
- «Вчення Христа».
- «Мадонна з терновим вінцем».
- «Христос над Єрусалимом».
- «Мадонна в білому».
- «Улітаючий геній».
- «Похід до Сибіру».
- «Портрет професора доктора Йордана».
- «Ноктюрн».
- «Ідилія на сонці».
- «Дідусь».
- «Водоноска».
- «Жид».
- «Мати печалі на престолі».
- «Голова Христа».
- портрети єпископа Кулиньського, К. Плачецького та К. Шейблера.
- «Причастя Божої Матері».
- «Христос розмірковуючий про Єрусалим».
- «Діди на Карчувці».
- «Чорногорка».
- «Мотиль».
- «Дівчина в снігу».
- «Непорочне Зачаття Діви Марії».
- «Діва Марія у шопці».
- портрети професора Ю. Захаревича і його дружини, Ю. Віктора, Леонарда П'єнтака, А. Стоковського, Ю. Міколяша, Л. Марконі, пані Амброзевичової та ерцгерцога Л. Сальватора.
- «Автопортрет у ренесансному однострої».
- «Портрет батька».
- «Каліпсо та Улісс».
- «Нерон оглядає жертви ігор».
- «Каліпсо, богиня світловолоса».
- «Ісус Христос».
- «Христос в терновому вінку».
- «Стародавня сцена. Хижий бик».
- «Сирени».
- «Купання молодої жінки».
- «Юніція цілує статую Петронія».
- «Портрет молодої жінки».
- «Богоматір».
- «Костюшко у Раславиці».
- «Наполеон».
- «Угорська армія в бою».
- «Обоз угорської армії».
- «Свято у імператора Нерона».
- «Евніка перед статуєю Петронія».
- «Вініцій і Лігія в саду» (сцена з «Кво Вадіс» Генриха Сенкевича).
- «Урсус і врятована Лігія».
- «Улісс перемагає Харибда».

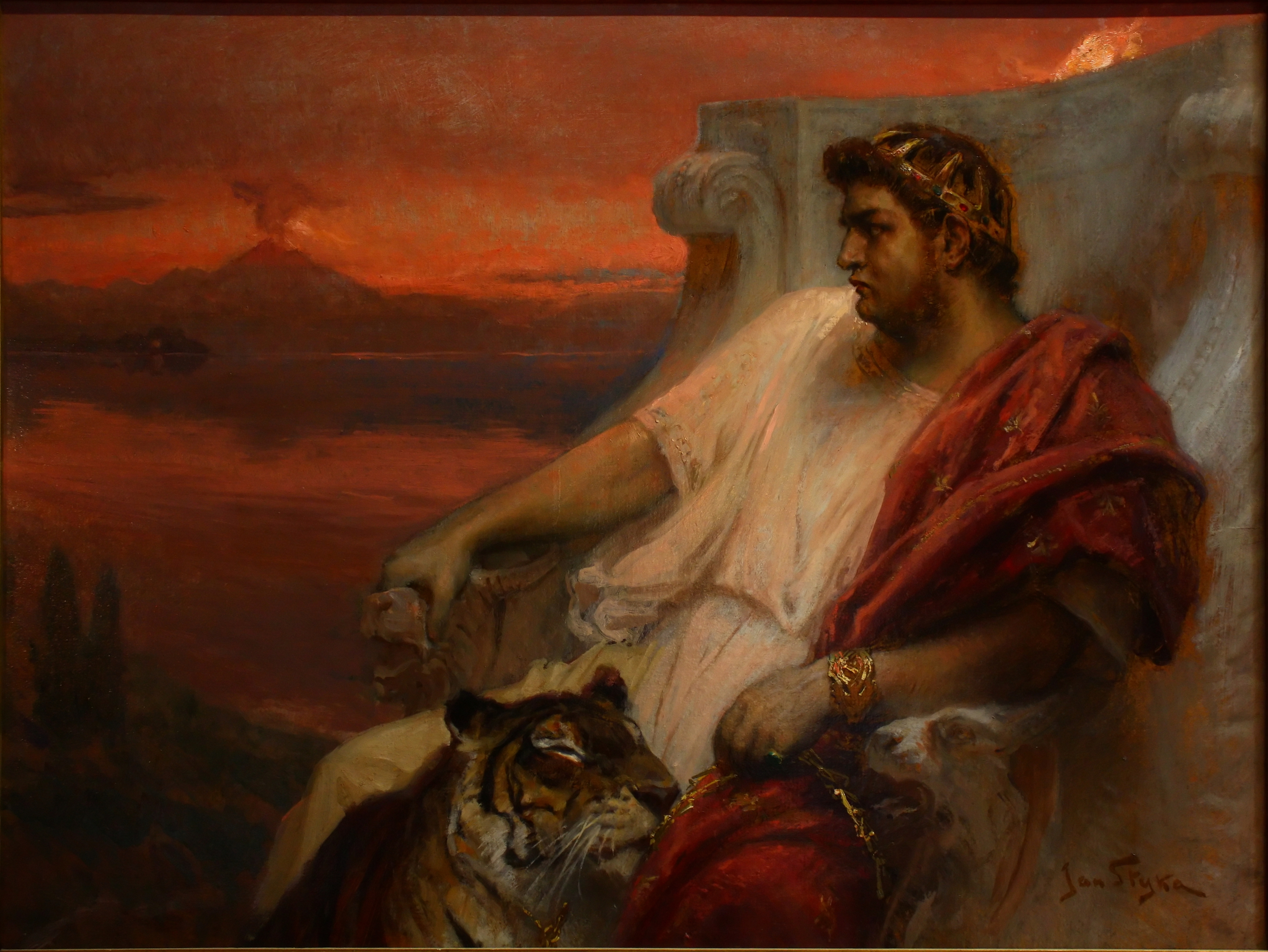
«Нерон у Байї» (1900)
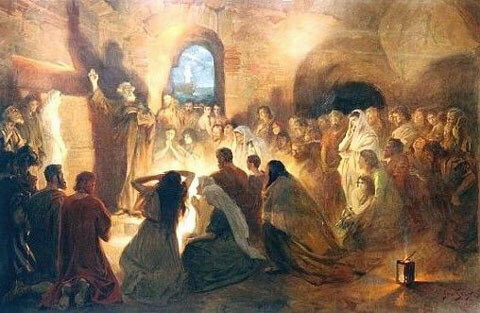
«Святий Петро проповідує Євангеліє в катакомбах» (1902)
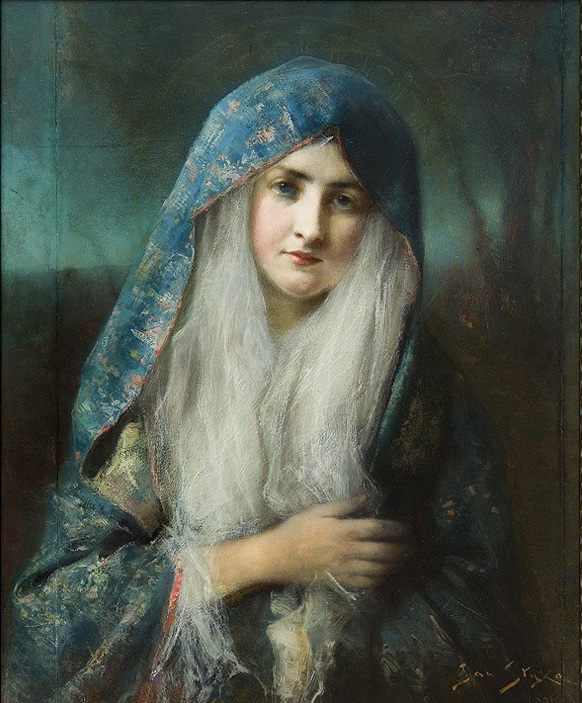
«Мадонна» (1906)
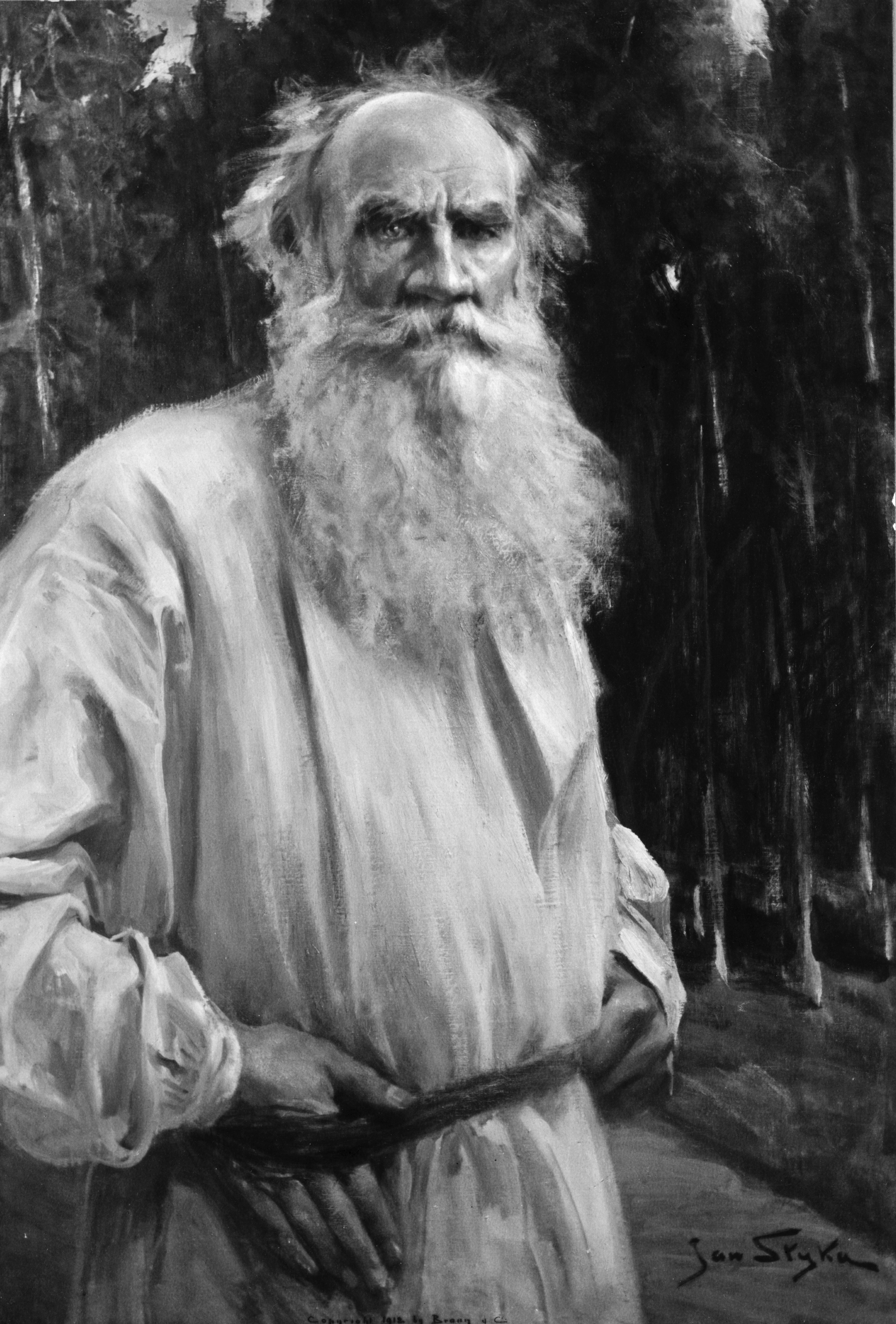
«Толстой — людина правди» (1910)
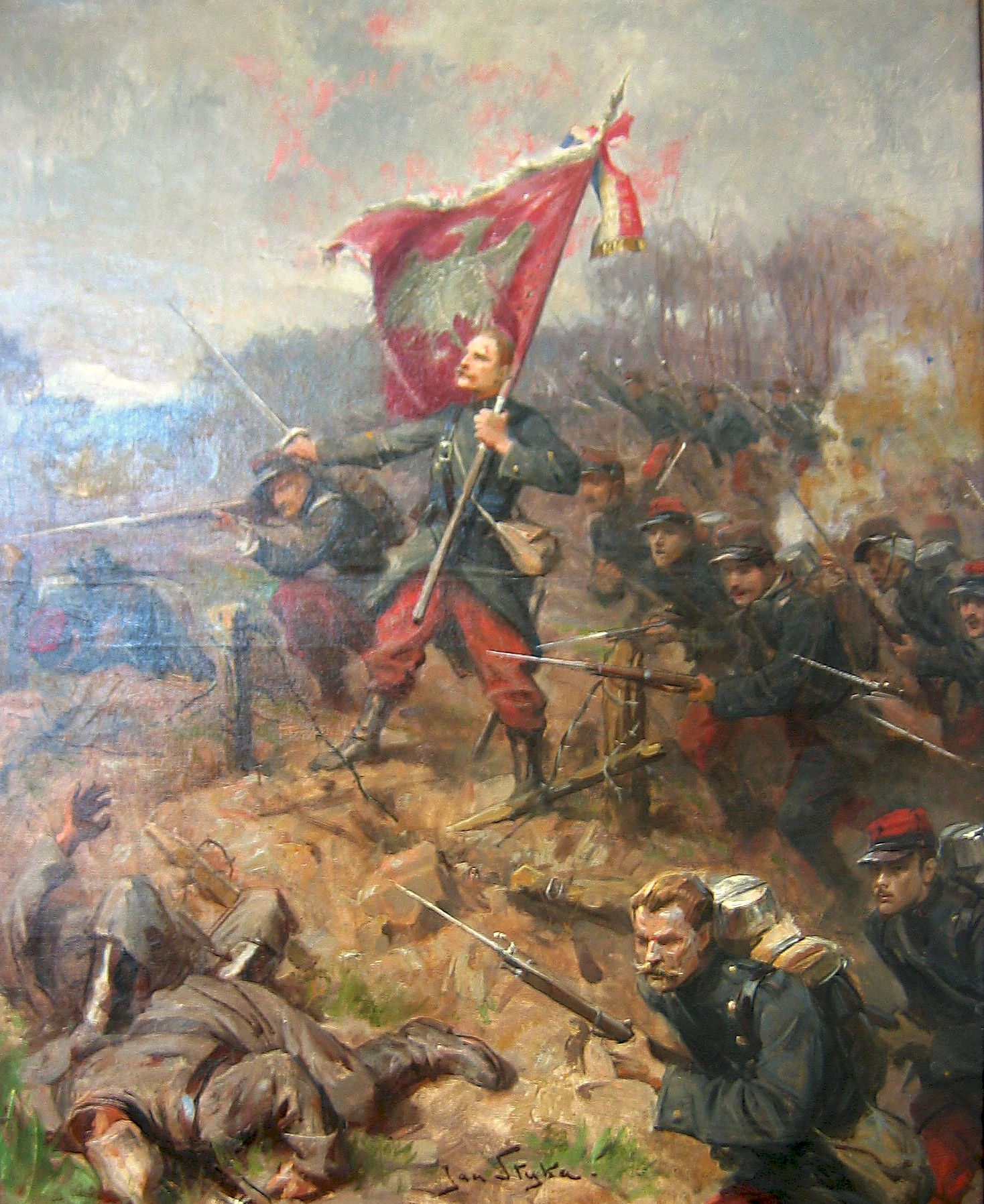
«Смерть Владислава Шуйського в битві під Сіллері» (1914)
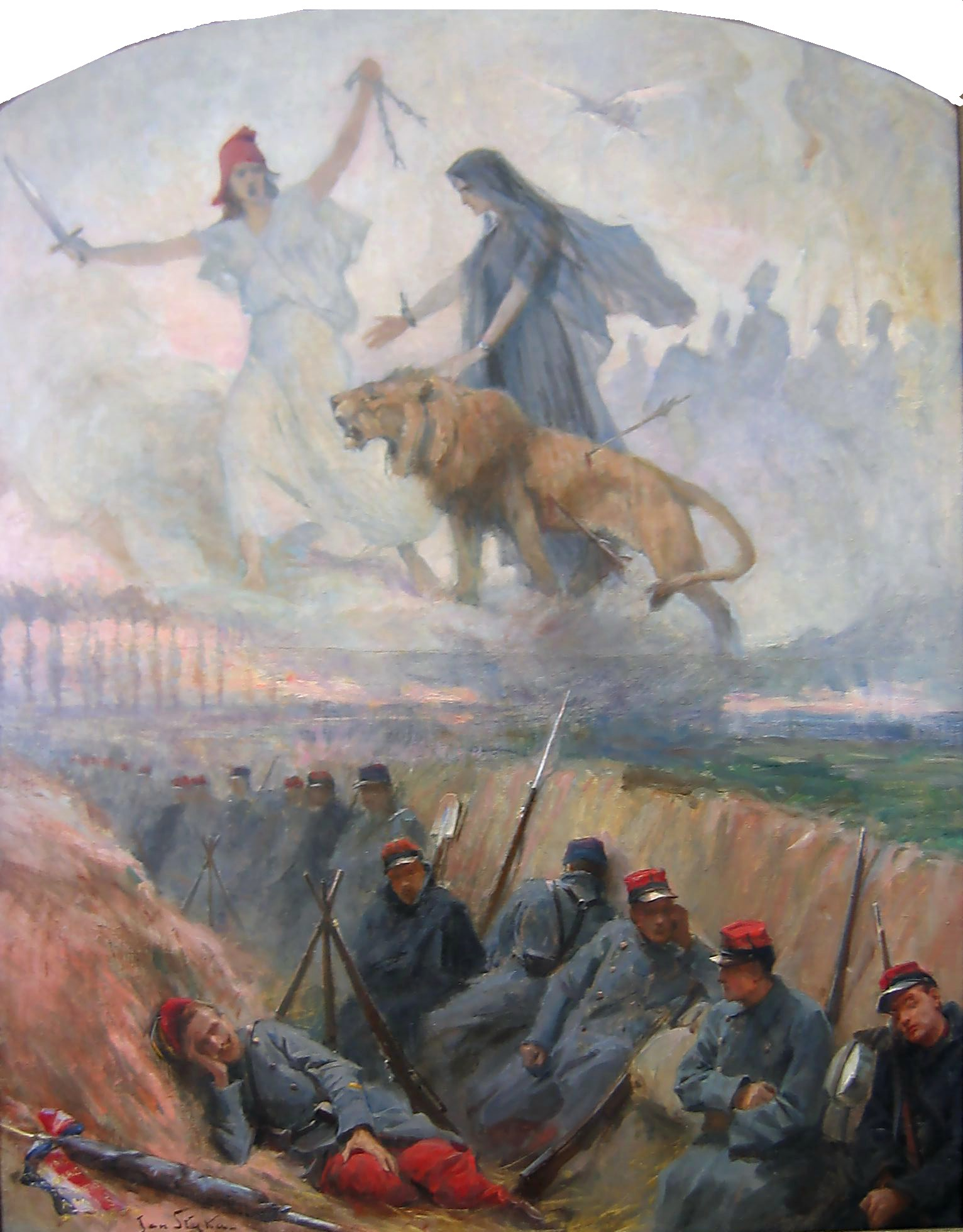
«Сон польських добровольців у французьких окопах» (1914)
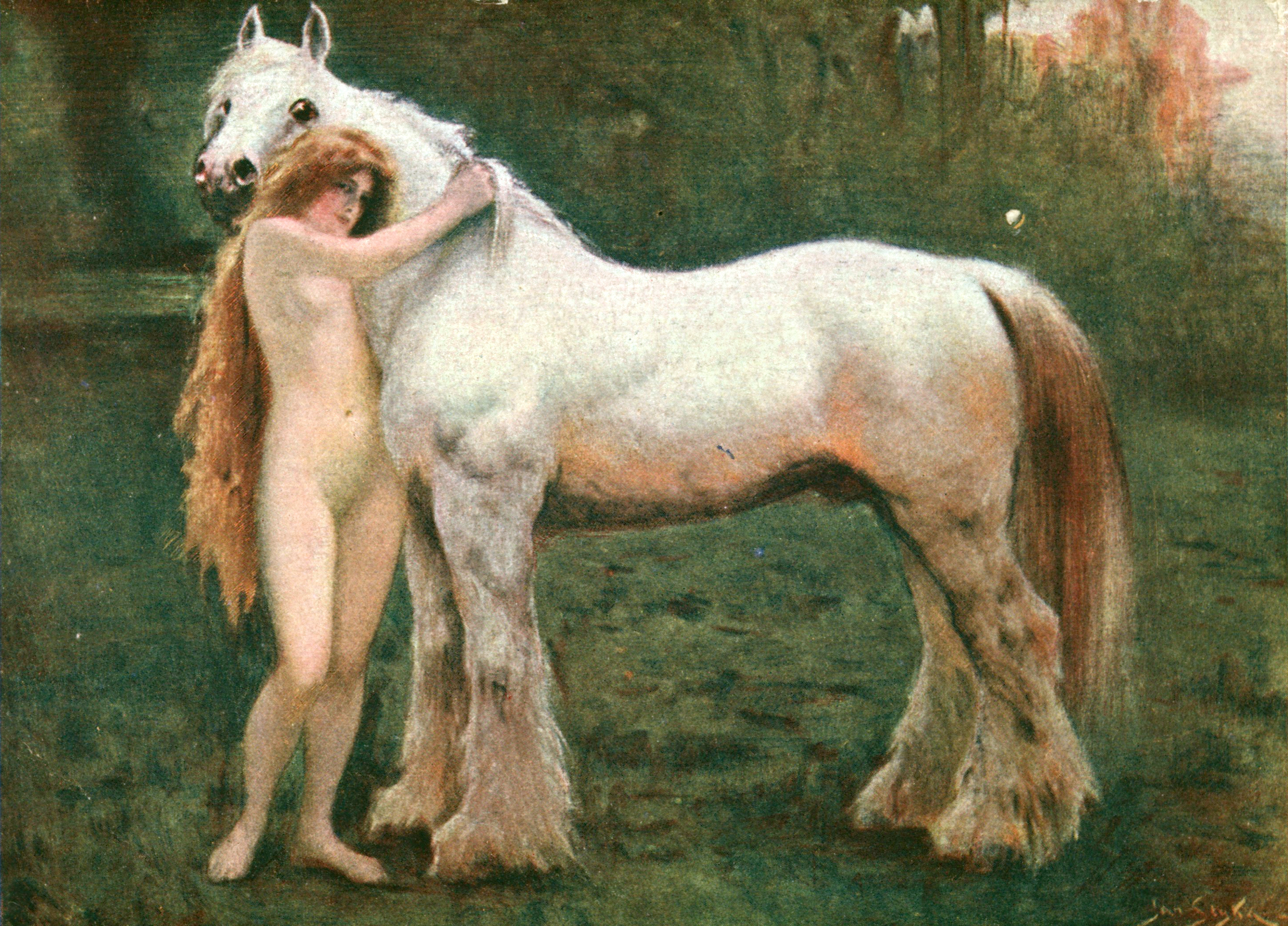
«Німфа і кінь» (1920)
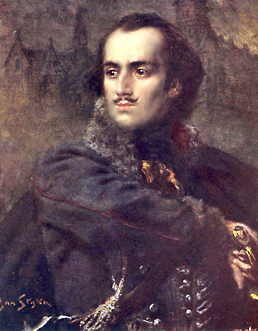
«Казимир Пуласький» (1925)
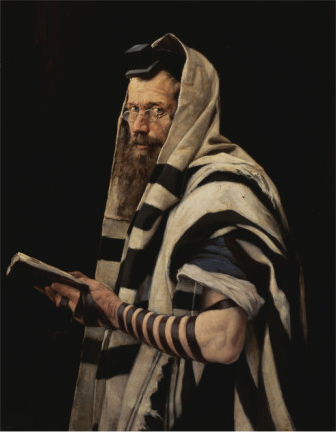
«Рабин з Тефілін» (1925)
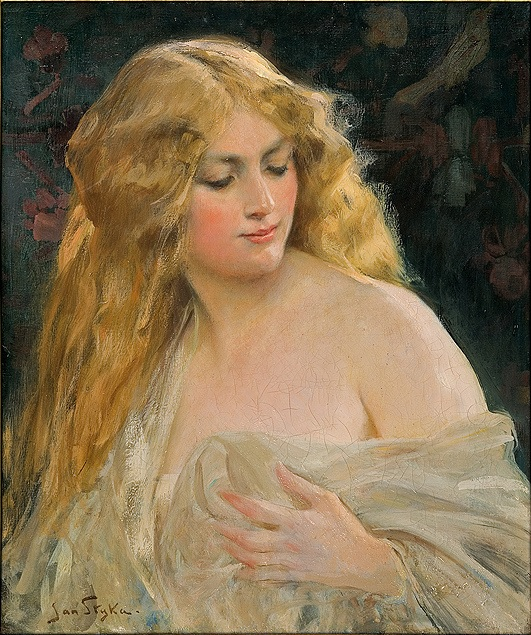
«Каліпсо, богиня світловолоса»
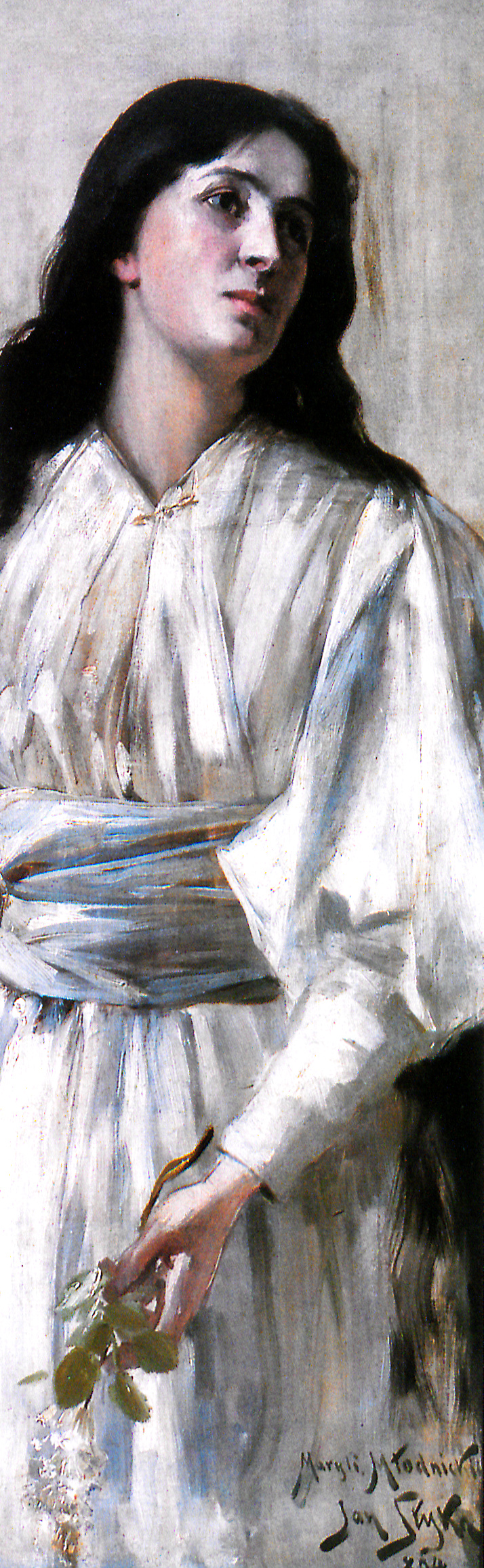
«Портрет Марилі Млодницької-Вольської»